# Resko (gemeente)

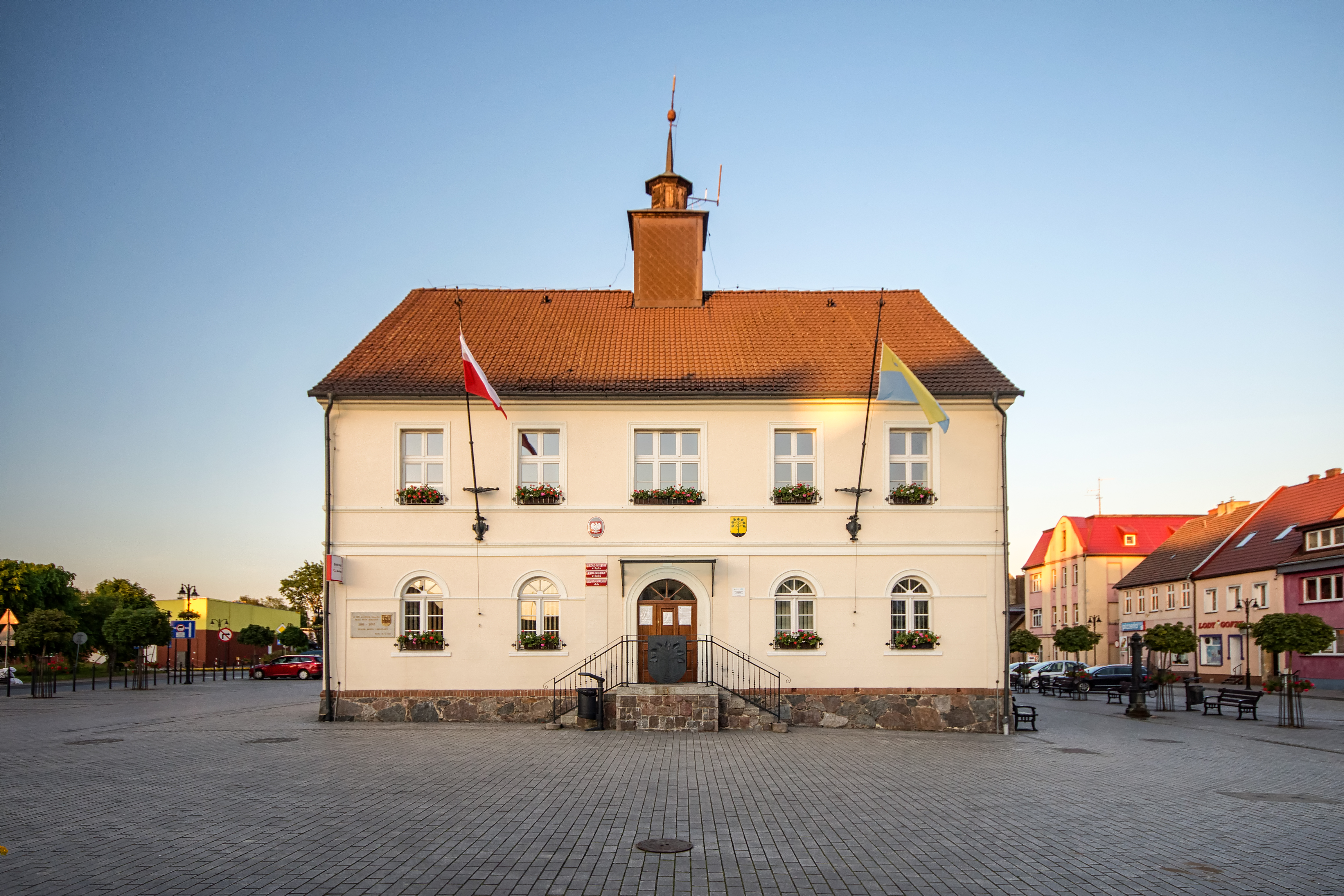
Stadskantoor

De gemeente Resko is een stad- en landgemeente in powiat Łobezego, woiwodschap West-Pommeren. Aangrenzende gemeenten:
- Łobez en Radowo Małe (powiat Łobez)
- Nowogard (powiat Goleniowski)
- Płoty (powiat Gryficki)
- Rymań (powiat Kołobrzeski)
- Sławoborze en Świdwin (powiat Świdwiński)

Zetel van de gemeente is in de stad Resko.
De gemeente beslaat 26,8% van de totale oppervlakte van de powiat.

## Demografie
Stand op 30 juni 2004:
| Omschrijving                   | Totaal | Totaal | Vrouwen | Vrouwen | Mannen | Mannen |
| ------------------------------ | ------ | ------ | ------- | ------- | ------ | ------ |
| eenheid                        | aantal | %      | aantal  | %       | aantal | %      |
| inwoners                       | 8321   | 100    | 4193    | 50,4    | 4128   | 49,6   |
| bevolkingsdichtheid (inw./km²) | 29,2   | 29,2   | 14,7    | 14,7    | 14,5   | 14,5   |

De gemeente heeft 21,7% van het aantal inwoners van de powiat. In 2002 bedroeg het gemiddelde inkomen per inwoner 1444,1 zł.

## Plaatsen
- Resko (Duits Regenwalde, stad sinds 1296)

Administratieve plaatsen (sołectwo):
- Gardzin, Lubień Dolny, Łabuń Wielki, Łosośnica, Ługowina, Policko en Starogard.

Zonder de status sołectwo :
Bezmoście, Dorowo, Godziszewo, Gozdno, Iglice, Komorowo, Krosino, Lubień Górny, Luboradz, Łabuń Mały, Łagiewniki, Łosośniczka, Makronos, Miłogoszcz, Mołstowo, Naćmierz, Orzeszkowo, Piaski, Porąbka, Potuliny, Prusim, Przemysław, Sąpólno, Sienno, Siwkowice, Słowikowo, Smólsko, Sosnowo, Sosnówko, Stara Dobrzyca, Stołążek, Świekotki, Święciechowo, Taczały, Żerzyno.